# Kommunalwahlen in Uruguay 2010
Die Kommunalwahlen in Uruguay im Jahr 2010 fanden am 9. Mai statt. Gewählt wurden für eine fünfjährige Amtszeit die Intendentes und 589 Ediles der 19 Departamentos Uruguays, außerdem erstmals in der Geschichte des Landes in einer dritten Verwaltungsebene 89 Alcaldes und 356 Concejales.

## Ergebnisse der Intendantenwahl

Siegreiche Partei der Departamentos:
Partido Nacional
Frente Amplio
Partido Colorado

Zwölf der 19 Intendantenposten gingen an Kandidaten des rechtskonservativen Partido Nacional (zwei mehr als 2005), fünf an Kandidaten des linken Frente Amplio (drei weniger als 2005), zwei ans rechtsliberale Partido Colorado (zuvor ein Intendant).
Die Colorados holten sich den Intendantenposten in Salto vom Frente Amplio, die wiederum in Artigas den Posten dem Partido Nacional abringen konnten, jedoch die Posten in Treinta y Tres, Florida und Paisandú dem Partido Nacional abtreten mussten. Erstmals wurden drei Frauen zum Intendente gewählt (in Artigas, Montevideo und Lavalleja).
| Departamento   | siegreicher Kandidat  | Parteizugehörigkeit |
| -------------- | --------------------- | ------------------- |
| Artigas        | Patricia Ayala        | Frente Amplio       |
| Canelones      | Marcos Carámbula      | Frente Amplio       |
| Cerro Largo    | Sergio Botana         | Partido Nacional    |
| Colonia        | Walter Zimmer         | Partido Nacional    |
| Durazno        | Benjamín Irazábal     | Partido Nacional    |
| Flores         | Armando Castaingdebat | Partido Nacional    |
| Florida        | Carlos Enciso         | Partido Nacional    |
| Lavalleja      | Adriana Peña          | Partido Nacional    |
| Maldonado      | Óscar de los Santos   | Frente Amplio       |
| Montevideo     | Ana Olivera           | Frente Amplio       |
| Paysandú       | Bertil Bentos         | Partido Nacional    |
| Río Negro      | Omar Lafluf           | Partido Nacional    |
| Rivera         | Marne Osorio          | Partido Colorado    |
| Rocha          | Artigas Barrios       | Frente Amplio       |
| Salto          | Germán Coutinho       | Partido Colorado    |
| San José       | José Luis Falero      | Partido Nacional    |
| Soriano        | Guillermo Besozzi     | Partido Nacional    |
| Tacuarembó     | Wilson Ezquerra       | Partido Nacional    |
| Treinta y Tres | Dardo Sánchez         | Partido Nacional    |

## Endergebnisse in Zahlen
Prozentsatz der ausgezählten Stimmen: 100 %
| Departamento   | Frente Amplio | Partido Nacional | Partido Colorado | Partido Independiente | Assemblea Popular | En blanco | Sobres c/Hojas anuladas | Observados anulados | Suma votos no observados | Wahlberechtigte | Gewählter         |
| Artigas        | 21.842        | 19.329           | 4.574            | 60                    | 106               | 946       | 526                     | 1.872               | 48.625                   | 57.804          | Patricia Ayala    |
| Canelones      | 163.505       | 70.931           | 29.430           | 3.400                 | 2.072             | 17.832    | 2.093                   | 94.439              | 313.242                  | 356.676         | Marcos Carámbula  |
| Cerro Largo    | 20.856        | 28.740           | 4.433            | 0                     | 59                | 953       | 525                     | 2.092               | 58.497                   | 67.122          | Sergio Botana     |
| Colonia        | 27.035        | 45.093           | 8.824            | 0                     | 127               | 2.428     | 1.495                   | 1.037               | 88.219                   | 99.361          | Walter Zimmer     |
| Durazno        | 10.580        | 24.021           | 2.518            | 287                   | 149               | 1.056     | 524                     | 1.875               | 39.544                   | 45.979          | Benjamín Irazábal |
| Flores         | 4.462         | 11.300           | 1.936            | 129                   | 0                 | 679       | 296                     | 301                 | 18.967                   | 21.543          | A. Castaigndebat  |
| Florida        | 20.259        | 20.502           | 4.932            | 0                     | 138               | 1.314     | 719                     | 1.915               | 48.194                   | 55.060          | Carlos Enciso     |
| Lavalleja      | 14.353        | 23.517           | 3.821            | 287                   | 52                | 1.363     | 624                     | 860                 | 44.592                   | 50.129          | Adriana Peña      |
| Maldonado      | 50.388        | 32.062           | 13.297           | 941                   | 167               | 3.078     | 1.976                   | 977                 | 105.076                  | 120.430         | O. de los Santos  |
| Montevideo     | 402.314       | 173.276          | 157.403          | 11.343                | 9.872             | 66.251    | 35.921                  | 5.728               | 875.106                  | 1.056.171       | Ana Olivera       |
| Paysandú       | 31.904        | 32.676           | 5.649            | 0                     | 398               | 1.985     | 1.157                   | 2.925               | 74.710                   | 89.428          | Bertil Bentos     |
| Río Negro      | 13.287        | 15.265           | 5.523            | 0                     | 0                 | 879       | 520                     | 590                 | 35.984                   | 41.776          | Omar Lafluf       |
| Rivera         | 14.074        | 17.918           | 34.141           | 0                     | 0                 | 1.449     | 529                     | 19                  | 68.221                   | 78.984          | Marne Osorio      |
| Rocha          | 26.563        | 15.201           | 3.902            | 218                   | 271               | 1.954     | 900                     | 118                 | 50.574                   | 57.972          | Artigas Barrios   |
| Salto          | 33.036        | 10.166           | 34.102           | 570                   | 102               | 1.941     | 863                     | 1.955               | 81.572                   | 96.875          | Germán Coutinho   |
| San José       | 22.219        | 38.101           | 2.637            | 433                   | 318               | 2.192     | 1.105                   | 1.594               | 68.359                   | 77.046          | José L. Falero    |
| Soriano        | 19.074        | 31.952           | 3.630            | 320                   | 170               | 1.777     | 876                     | 1.764               | 59.541                   | 68.722          | Guillermo Besozzi |
| Tacuarembó     | 14.873        | 42.694           | 3.227            | 0                     | 0                 | 1.350     | 543                     | 2.117               | 63.515                   | 73.288          | Wilson Ezquerra   |
| Treinta y Tres | 14.165        | 17.144           | 1.835            | 100                   | 85                | 592       | 372                     | 1.418               | 34.590                   | 39.388          | Dardo Sánchez     |
| Total          | 924.789       | 669.888          | 325.814          | 18.088                | 14.086            | 110.019   | 51.564                  | 123.596             | 2.177.128                | 2.553.754       |                   |